# Joeri Zjirkov
Joeri Valentinovitsj Zjirkov (Russisch: Юрий Валентинович Жирков) (Tambov, 20 augustus 1983) is een Russisch voetballer die als verdediger speelt. In januari 2016 verruilde hij Dinamo Moskou voor FK Zenit. In 2005 debuteerde hij in het Russisch voetbalelftal.

## Carrière
Zjirkov is een linksback die regelmatig opkomt en zich daarbij opstelt als aanvallende middenvelder. Hij speelde 110 wedstrijden voor CSKA, waarin hij elf keer scoorde. Hij won in het seizoen 2004/05 de UEFA Cup met CSKA Moskou; zelf was hij een van de doelpuntenmakers in de finale tegen Sporting Lissabon. Zijn doelpunt tegen Hamburger SV werd gekozen als beste doelpunt van de Champions League 2006/07 door het UEFA-magazine "Goal".
Zjirkov speelt sinds 2005 in de Russische nationale ploeg, doorgaans als vleugelverdediger in een 3-5-2-formatie. Hij werd opgeroepen door Guus Hiddink om mee te doen aan het Europees kampioenschap voetbal 2008. Hier bekleedde hij zijn favoriete rol als vleugelverdediger en was geregeld gevaarlijk, door van de ene achterlijn naar de andere te lopen met de bal en assists te geven. Hij bereidde verschillende doelpunten van onder andere Andrej Arsjavin en Roman Pavljoetsjenko voor. Zjirkov bleek een van de Russische uitblinkers, die mede zorgde voor de behaalde plaats in de halve finale. Hij werd daarom ook geselecteerd voor de shortlist van de Ballon d'Or 2008. Uiteindelijk bleek hij geen stemmen te hebben gekregen en eindigde hij daarmee niet in de uiteindelijk uitslag. Wel werd hij verkozen tot Russisch Voetballer van het Jaar, waarmee hij de vedette Andrej Arsjavin voor bleef.
Op 6 juli 2009 werd bekend dat Zjirkov transfereerde naar het Engelse Chelsea FC, eigendom van zijn landgenoot Roman Abramovitsj. Hij stond al langer in de belangstelling van de Londense club, maar de transfer ging ditmaal definitief door. Naar verluidt was dit op aanbeveling van Guus Hiddink gebeurd, die kort daarvoor een half jaar lang interim-coach was geweest bij "The Blues" en de Rus kende van zijn bondscoachschap. Chelsea betaalde naar verluidt ongeveer twintig miljoen euro voor hem en in ruil daarvoor tekende Zjirkov een contract voor vier jaar. Na zijn tijd bij Chelsea speelde Zjirkov bij Anzji Machatsjkala. In augustus 2013 vertrok hij naar Dinamo Moskou. In januari 2016 ging hij samen met ploeggenoot Aleksandr Kokorin naar FK Zenit.
Op 11 juli 2018 maakte Zjirkov bekend een punt achter zijn interlandloopbaan te hebben gezet. "Ik heb niet genoeg energie meer om op dit niveau te spelen. De blessure die ik bij het WK opliep, heeft mijn laatste beetje twijfel weggenomen", aldus Zjirkov in een interview met het tijdschrift Sport Express. Zjirkov speelde in totaal 87 interlands voor Rusland en scoorde daarin twee keer. De laatste wedstrijd die hij speelde als international was de achtste finale tegen Spanje bij de WK-eindronde in eigen land. In dat duel raakte Zjirkov geblesseerd, waardoor hij ontbrak in de verloren kwartfinale tegen Kroatië. Hij kwam echter in maart 2019 alweer terug van dat besluit, toen hij aan de aftrap verscheen in een vriendschappelijke wedstrijd tegen België (3–1 verlies). Op 18 november 2020 speelde hij tegen Servië (5–0 verlies) zijn honderdste interland.

## Erelijst
Met CSKA Moskou:
- UEFA Cup: 2005
- Russisch landskampioen: 2005, 2006
- Russische beker: 2005, 2006, 2008, 2009
- Russische Supercup: 2004, 2006, 2007, 2009

Met Chelsea FC:
- Engels landskampioen: 2010

Individueel:
- Russisch voetballer van het jaar: 2008